# Salerano Canavese
Salerano Canavese là một đô thị ở tỉnh Torino trong vùng Piedmont, có vị trí cách khoảng  45 km về phía bắc của  Torino, nước Ý. Tại thời điểm ngày 31 tháng 12 năm 2004, đô thị này có dân số 545 người và diện tích là 2.2 km².
Salerano Canavese giáp các đô thị: Ivrea, Fiorano Canavese, Banchette, Banchette, Samone, và  Loranzè.